# Френска Екваториална Африка
Френска Екваториална Африка (на френски: Afrique Équatoriale Française, AEF) е бивша федерация на френските колониални територии в Африка, която се простира от река Конго до пустинята Сахара.

## История
Федерацията е основана през 1910 г. и се състои от 4 територии – Габон, Средно Конго (дн. Република Конго), Убанги-Шари (дн. Централноафриканска република) и Чад, въпреки че Чад не е организиран като самостоятелна единица до 1920 г. Седалището на генерал-губернаторът е в Бразавил и има наместници във всяка територия.
През 1911 г. Франция отстъпва части от територията си на Германски Камерун в резултат на Агадирската криза. Територията е възвърната след разгрома на Германия по време на Първата световна война.
По време на Втората световна война федерацията се съюзява с Свободните френски сили под командването на Феликс Ебуе (август 1940 г.) (с изключение на Габон) и става център на техните дейности в Африка.
По време на Четвъртата република във Франция (1946 – 1958), федерацията е представлявана във френския парламент. Когато териториите гласуват на референдум автономността си през септември 1958 г., федерацията се разпада. През 1959 г. новите републиканци образуват асоциация, наречена Съюз на централноафриканските републики. По-късно, през август 1960 г. териториите стават изцяло независими.